# 断作戦
断作戦（だんさくせん）とは、太平洋戦争中、ビルマ北部・雲南方面において、中国国民党への物資援助ルート（ビルマ・ルート）を遮断し続けることを目的とした日本陸軍の作戦。なお、本稿では、断作戦に先立つ中国軍雲南遠征軍の反攻撃砕作戦についても述べる。

## 中国軍雲南遠征軍の反攻開始

### 中国軍の来攻
昭和17年春、日本軍第15軍のビルマ攻略作戦の結果、中国軍は怒江を越えて遠く雲南へ敗退した。その後、中国軍は中国・ビルマのいずれの戦域でも決戦的な攻勢に出ようとせず、消極的な姿勢に終始した。これは、直属の兵力を消耗することにより自身の勢力を失うことを極度に警戒した蒋介石が、政治的な配慮により、英米両国軍の犠牲によって作戦目的を達成することを狙ったためだった。
しかし、昭和19年3月に日本軍が開始したインパール作戦が英印軍側に有利な展開となったほか、フーコン方面では、スチルウェル中将の率いる新編第1軍が日本軍第18師団の執拗な抵抗を破砕しつつ南下を続け、一路モガウンに迫っていた。また、3月初めに北部ビルマに降下したウィンゲート旅団は、北部ビルマの補給動脈（ミイトキーナ鉄道）を寸断し、各方面で遊撃戦を展開していた。
このような情勢の変化と、米国から強い要請を受けたこともあって、長らく形勢観望の姿勢を保ってきた蒋介石も、遂に怒江を越えて反攻に転ずる決意を固めた。そして、16個師からなる雲南遠征軍（司令官：衛立煌上将）は、昭和19年5月11日を期して、怒西（怒江西岸）地区に対して大挙反攻を開始した。

### 第56師団の防衛態勢
これに対して、怒江正面の防衛を担任する日本軍は、わずかに松山祐三中将の率いる第56師団（18,820名）のみだった。同師団は昭和17年5月のビルマ攻略作戦当時、敗走する中国軍を追って怒西地区に進出し、それ以来丸2年、引き続き同地区にあってその防衛を担当してきた。この間、師団は怒西地区に侵入する重慶軍の一部に対し、数次にわたり果敢な掃討戦を反復し、その都度この敵を怒江東岸に撃退した。しかし、英印軍のインパール反攻作戦に呼応した雲南遠征軍の侵攻は、これまでの小規模な掃討作戦と異なり、ビルマ防衛の死命を制する重大な作戦と予想された。
絶対優勢の遠征軍を邀撃する第56師団にとっては、少ない兵力を効果的に配置する観点から、敵情を事前諜知し、敵の主攻勢方面を正確に判断することは極めて重要だった。そうした中で、昭和19年2月、中国軍飛行機1機が濃霧のため騰越に不時着し、第56師団は新暗号書および雲南遠征軍の編成職員表を入手することに成功した。以後の第56師団の善戦は、師団将兵が戦場の地形を詳知していたことにもよるが、暗号解読に負うところが絶大だった。実際に5月初頭、中国軍の暗号解読により、第56師団は遠征軍の反攻開始期日と主攻方面を事前に把握しており、これにより師団は反撃態勢を整えることが可能となった。
なお、5月中旬時点で、第56師団の戦力は配属部隊を含め歩兵6個大隊半基幹に過ぎなかった。これは、苦戦が続くフーコン方面への増援とミイトキーナ守備隊の強化のために、逐次兵力を抽出された結果だった。

### 第一次反攻撃砕作戦
5月11日夜、雲南遠征軍の第20集団軍は怒江を渡河し、騰越方面に向けて反攻を開始した。これに対して第56師団は、大塘子正面（蔵重連隊（歩兵第148連隊）主力）、冷水溝正面（日隈大隊（歩兵第148連隊第2大隊））、紅木樹方面（松井連隊（歩兵第113連隊）主力）、平戞方面（安部大隊（歩兵第146連隊第1大隊））、ピモー正面（猪瀬大隊（第18師団歩兵第114連隊第1大隊））、クンロン正面（捜索第56連隊）で、それぞれ寡兵よく敵の大軍を撃退した。遠征軍は5月20日頃から改めて全面攻撃を再開したが、蔵重連隊主力、松井連隊主力が各地に転戦して敵を撃破し、さらに江萱街南東方地区に進出した遠征軍第53軍主力を南北から挟撃して、激戦の末敗走させた。
こうして、遠征軍の第一次反攻は失敗に終わった。

### 第二次反攻撃砕作戦

#### 第11集団軍の攻勢
騰越方面への第一次反攻に失敗した遠征軍は、第11集団軍の全力をもって、拉孟、鎮安街、龍陵、芒市等を目標として、6月10日に一斉に怒江を渡河した。この頃第56師団は、そのほとんど全力を挙げて第20集団軍と激戦中だった。第11集団軍の攻勢は師団防備の虚を衝いた形となり、戦局はにわかに急迫した。
龍陵には、騰越方面に転用された荻尾大隊（松井連隊の第3大隊）の残置者など合計約300名がいたに過ぎなかったが、ここへ遠征軍第71軍の2個師（第87、88師）が攻撃を開始した。第56師団長の松山中将は、新たに師団に配属された藤木大隊（第2師団歩兵第29連隊第2大隊）を龍陵に急派した。龍陵には過去2年間の防衛期間に堅固な陣地が構築されていたが、6月12日から開始された遠征軍の空地からの総攻撃の前に、寡弱な兵力の守備隊は陣地の大部分を放棄しつつ戦線を縮小し、15日頃には全滅の危機に瀕していた。

#### 第一次龍陵攻防戦
こうした中、11日に騰越を出発し、龍陵に向かって一路南下した松井連隊主力は、雨季による道路のぬかるみや河川の増水に悩まされつつも、15日早朝から龍陵北方に向かって突進を開始した。遠征軍は退却を始め、松井連隊主力は17日10時頃龍陵に入り、守備隊との連絡に成功した。さらに松山師団長は、騰越方面から猪瀬大隊、宮原大隊（蔵重連隊の第3大隊）、武田大隊（松井連隊の第1大隊）を抽出して龍陵戦線に転用したが、この結果、歩兵第148連隊長の蔵重康美大佐は、寡兵をもって第20集団軍主力の攻勢を騰越陣地で拒止することとなり、以後の騰越守備隊の玉砕につながった。
松山師団長は、龍陵周辺に集結した師団主力をもって遠征軍に対して攻勢を執ることとした。松井連隊（19日に武田大隊が復帰し、隷下3個大隊が揃う）は、21日夜半頃龍陵から前進を開始し、23日夜に追加配属された猪瀬大隊、奥仲部隊（捜索第53連隊主力及び野中大隊（歩兵第119連隊第1大隊））を併せ指揮して北進し、第71軍主力を攻撃したが、衛立煌から第一線の後退を厳禁された第71軍は頑強に抵抗し、その逆襲は執拗をきわめた。27日、松山師団長は松井連隊に、騰越方面から抽出した宮原大隊（蔵重連隊の第3大隊）及び藤木大隊主力を増加し、さらに攻撃を続行させたが、既に戦力は限界に達しており、遂に28日に攻撃中止を決意した。各部隊は7月2日夜に行動を開始して龍陵付近に後退し、逐次兵力を集結した。
なお、この龍陵付近の戦闘の間、龍陵の北東に位置する拉孟守備隊は遠征軍に包囲されて孤立し、激しい攻撃にさらされたが、寡兵勇戦して敵を阻止した。また、拉孟と同様に孤立した龍陵南東の平戞守備隊も、同地特有の風土病に苦しみつつ、敵の厳重な包囲下にあって孤軍よく陣地を保持して戦った。

### 結果
5月11日の雲南遠征軍反攻開始以来、第56師団は乏しい兵力で善戦敢闘し、優勢な敵の侵攻の破砕に努めたが、彼我兵力の懸隔は如何ともしがたかった。損害の増大に伴う戦力の低下は、師団の作戦能力を著しく失わせる結果となった。2か月にわたる反撃作戦に参加した第56師団隷下・指揮下部隊の総人員は約1.1万名だったが、そのうち損害は約8,000名（戦死者1,719名、戦傷死不詳、戦病死約200名、戦傷1,257名、戦病約4,500名）にも上った。
一方、惨憺たる失敗に終わったインパール作戦は遂に7月3日に中止となり、またフーコン方面の第18師団は、8か月以上にわたる悪戦苦闘の末、7月上旬に第53師団に収容されて、辛うじてサモウ付近に脱出した。米支軍の包囲下で苦闘を続けているミイトキーナ守備隊も戦力の限界に近づき、ミイトキーナ陥落も時間の問題とみられた。インパール作戦の成功を待ち望みつつ敢闘した第56師団は、以後、拉孟・騰越・平戞の各守備隊を敵中に孤立させたまま、龍陵付近に戦線を収縮せざるを得ない状況となった。

## 第33軍の断作戦計画
上述の雲南遠征軍に対する反撃作戦は、ほとんど第56師団独自の判断で実行された。当時、同師団の上級司令部である第33軍司令部は編成直後（昭和19年4月29日編成完結）であり、かつフーコン方面の戦況が緊迫していたため、第33軍司令官の本多政材中将は、雲南方面の反撃作戦を第56師団に一任していた。しかし昭和19年6月末になり、龍陵地区における第56師団の攻勢も限界に達し、拉孟守備隊救出の見込みも立たなかったため、本多軍司令官は第56師団主力を龍陵南西の芒市付近に後退させた。この間、拉孟・騰越・平戞の各守備隊は優勢な遠征軍の重囲下で孤軍勇戦を続けており、また第56師団主力の後退により、龍陵も再び敵の包囲するところとなった。
この当時、インパール作戦失敗後のビルマ方面軍の作戦指導は、雲南の怒西地区において連合軍のインド・中国連絡ルート（レド公路）を遮断することに重点を置いていた。このため、ガダルカナル島の戦いから撤退した後、ビルマ南西沿岸の防備に当たっていた第2師団と、新たにビルマに増加された第49師団の一部を第33軍に増強することとした。また、7月3日、大本営の作戦班長や支那派遣軍の課長参謀を歴任した辻政信大佐が第33軍作戦参謀に転補した。辻大佐は高級参謀の白崎嘉明大佐の下で、以下の作戦計画を立案した。
以上の作戦は、印支ルート遮断の「断」をとって、「断作戦」と呼称することとなった。

## 第33軍の攻勢準備と雲南戦線の危急

### 断作戦の準備
第33軍は、フーコン方面から脱出した第18師団を逐次インドウ付近に後退させ、次いでナンカンに集結させて、軍の予備兵器と資材を交付してその再建を図らせた。また、フーコン作戦の末期、第18師団に増加配属していた第56師団の今岡連隊主力（歩兵第146連隊（第1大隊欠））と、第2師団の一刈連隊主力（歩兵第4連隊（第3大隊欠））、野砲兵第2連隊第2大隊をそれぞれ現所属に復帰させた。長期にわたるフーコン作戦とその後の撤退・転進で極度に疲弊した第18師団は、9月中旬から10月上旬にかけてようやくナンカン付近に集結し、戦力の回復に努めた。また、ビルマ南西部から転用された第2師団主力は、空襲による妨害に悩まされつつも、8月29日までに芒市南東地区への集結を終えた。
しかしこの間、ミイトキーナの戦況は最悪の事態に近づき、8月3日に第56歩兵団長の水上源蔵少将が自決、同地は失陥した（ミイトキーナの戦い）。また、拉孟・騰越・平戞・龍陵の各守備隊は、それぞれ優勢な雲南遠征軍の重囲下で連日連夜の猛攻に耐えており、各守備隊から打電される刻々の戦況は日ごとに重大さを増し、電文は悲壮をきわめていた。8月13日には騰越守備隊長の蔵重康美大佐が敵機の爆撃により戦死するなど、戦況は最後の局面に至りつつあり、軍の攻勢開始はもはや一日の猶予も許されない状況となっていた。

### 第一次平戛救援作戦
断作戦発動に先立つ7月中旬、第56師団により、平戞守備隊に対する救援作戦が実施された。歩兵第146連隊第1大隊（安部大隊）を基幹とする平戞守備隊は、5月中旬からの遠征軍の反撃を一度は撃退したが、その後遠征軍は兵力を増強し、守備隊を包囲して猛攻を繰り返していた。師団としては、悪疫と糧食欠乏に悩みながら苦闘を続ける守備隊を救援し、糧秣・衛生材料等の補給や患者の収容を行って、同地の防守を継続させなければならなかった。このため松山師団長は、龍陵から芒市に後退した後、芒市北方への奇襲作戦を行ったばかりの松井秀治大佐（歩兵第113連隊長）に、平戞守備隊救援作戦の指揮を命じた。師団の歩兵連隊長は、蔵重連隊長は騰越で敵の重囲下で激戦中、今岡連隊長はフーコン作戦から帰還中であり、松井大佐以外に然るべき指揮官はいなかった。
松井大佐は部下連隊のほか、猪瀬・宮原両大隊、池田山砲兵大隊、工兵1小隊、衛生隊、輜重隊を指揮して平戞へ向かうこととなった。しかし、過去2か月にわたる連続不断の作戦により、これらの部隊将兵の死傷者は既に甚大な数に上っており、心身の疲労も激しかった。7月11日に芒市を出発した松井部隊は、激戦の末14日に平戞に到着し、補給と患者の収容を円滑に行った後、悪天候と厳しい寒さに悩まされつつ19日に芒市に帰り着いた。

### 第二次龍陵攻防戦
第56師団主力が龍陵から芒市へ後退するに当たり、龍陵には工兵第56連隊主力、野中大隊（第53師団歩兵第119連隊第1大隊）、藤木大隊（第2師団歩兵第29連隊第2大隊）、歩兵第113連隊及び第148連隊の残留隊からなる守備隊が残置された。守備隊の兵力は、第2野戦病院の入院患者を合わせ、合計約2,500名だった。
龍陵守備隊は、6月中旬の第一次龍陵攻防戦の苦しい経験を踏まえ、工兵隊を主力として昼夜兼行で陣地強化に努めた。しかし、師団主力の撤退を知った雲南遠征軍は、7月7日以降再び龍陵付近に進出し、7月中旬頃から激しい攻撃を行った。守備隊も頑強に抵抗したが、空地からの猛攻に龍陵市街はほとんど廃墟と化し、陣地は逐次占領されて、8月下旬には守備隊の玉砕が見込まれる深刻な戦況となった。松山師団長は、取り急ぎ宮原大隊（歩兵第148連隊第3大隊）を龍陵に急派することとし、軍主力の龍陵進出まで万策を尽くして同地を確保するよう命令した。宮原大隊は8月25日に芒市を出発、敵を撃退しつつ27日に龍陵に突入し、守備隊と合流した。

## 断第一期作戦

### 龍陵会戦
第33軍は当初、第2師団の芒市進出を待ち、同師団と第56師団との並列使用により断作戦を開始する予定だった。しかし、拉孟・騰越守備隊が玉砕寸前となり、また龍陵守備隊も重大な危機に瀕する中で、これらの部隊を部下とする松山師団長は、もはや軍の攻勢発起命令を待つことができなかった。松山師団長の強硬な意見具申により、軍もまた事態の急迫を認め、遂に第56師団をもってまず龍陵解囲作戦を決行させ、その後第2師団と並列して拉孟に突進させることとした。こうして第56師団は8月26日夜、芒市から龍陵に向けて攻勢前進を開始した。
その後、軍は第56師団の独力攻撃に不安を感じ、第2師団にも龍陵作戦への参加を命じた。しかし、当時の第2師団の戦力は、一刈連隊（歩兵第4連隊）は2個大隊欠、堺連隊（歩兵第16連隊）は1個大隊欠、三宅連隊（歩兵第29連隊）は2個大隊欠、砲兵連隊主力は未追及であり、その実力は歩兵1個連隊基幹程度に過ぎなかった。8月26日に芒市に進出したばかりの第2師団長の岡崎清三郎中将は、急きょ9月3日攻勢発起の命令を受け、龍陵南方に進出した。そして、猪瀬大隊（第18師団歩兵第114連隊第1大隊）を併せ指揮し、同地の敵を力攻したが、優勢な敵の反撃により甚大な損害を出し、攻勢は円滑に進捗しなかった。
一方、第56師団の今岡連隊、松井連隊は龍陵西方高地を占領し、引き続き龍陵北方の敵を攻撃する気勢を示した。雲南遠征軍も第11集団軍の総力を龍陵付近に集中し、ここに龍陵会戦は、彼我両軍決戦の様相を示すに至った。第56師団は歩砲協同の下、龍陵市街北方への攻撃を続け、ついに龍陵北西方高地にあった敵の大部分を撃破した。さらに松山師団長は、9月10日に新たに師団に配属された吉田連隊（第49師団歩兵第168連隊基幹）を松井少将（8月1日付で進級）の指揮下に入れ、龍陵市街北東方面への攻勢を継続した。

### 軍の攻勢作戦中止
以上のように、第33軍の攻勢は、第56師団方面ではおおむね予期したとおり進捗したが、第2師団方面では戦況の進展は望めなくなっていた。この攻勢の間、敵遠征軍主力に与えた損害は膨大なものと推定されたが、彼我兵力の隔差は大きく、引き続き攻勢を続行すれば、軍の戦力を消耗し尽くし、長期にわたる印支地上連絡路の遮断任務も遂行不可能に陥るおそれがあった。また、この作戦は拉孟・騰越守備隊の救出を目的としていたが、拉孟は9月7日、騰越は9月14日に、遂に壮烈な玉砕を遂げた（拉孟・騰越の戦い）。このため本多軍司令官は、騰越玉砕をもって作戦の転機と判断し、涙を呑んで断第一期作戦（龍陵会戦終結まで）の中止を決意した。軍は9月14日夕刻、各部隊に作戦中止を速報するとともに、当時なお敵の重囲下に苦戦を続けている平戞守備隊の救出に全力を挙げることとした。
その後、戦線の後退は順調に進み、第56師団はその主力を芒市付近に集結させた。また、軍は第2師団に対し、おおむね龍陵南方高地線での持久を命じたが、岡崎師団長は敵に龍陵を力攻させることによって持久の日数を稼ぐことを決意し、龍陵を核心として各連隊を布陣させた。龍陵守備隊は、第56師団主力の後退により混乱を生じつつも、その後も頑強に抵抗を続け、11月3日に軍から撤退を命ぜられるまで、僅かな兵力で遂に龍陵を守り抜くことに成功した。

### 第二次平戞救出作戦
9月17日朝までに芒市付近に集結を終わった第56師団主力は、軍命令により引き続き第二次平戞作戦を開始した。松井部隊（松井少将の指揮下に吉田部隊も配属）は休養の暇もなく、9月17日の薄暮から芒市東方の敵陣地を攻撃し、18日には主要陣地を奪取した。その間に今岡連隊は平戞に向けて急進し、22日14時に平戞に突入した。今岡連隊長は、敵の重囲下で平戞を守り通した守備隊長の安部少佐（今岡連隊の第1大隊長）と、抱き合ったまま言葉もなく落涙した。守備隊を接収した今岡連隊は22日夜から反転し、執拗に追尾する敵を撃退しつつ、24日、芒市から前進してきていた松井部隊に収容された。

## 断第二期作戦

### 断第一期作戦後の状況
騰越守備隊の玉砕をもって断第一期作戦を中止した第33軍は、第2師団に龍陵及びその南側高地を占領させて遠征軍の進撃を阻止させ、その間に第56師団主力をもって平戞守備隊救出作戦を実施し、9月末に同師団主力を芒市付近に集結させた。軍は、ミイトキーナを占領（8月3日）した米支軍が、その後速やかに南下してバーモを攻略し、雲南遠征軍の進撃に呼応してナンカン方面に殺到するものと判断していたが、ミイトキーナ方面の米支軍は、損害の補充や作戦準備等のため、今なおミイトキーナ付近に留まっている様子だった。このため本多軍司令官は、龍陵・芒市地区における第2師団の戦線を第56師団に交代させ、第2師団をナンカン・ワンチン間のシュエリー河両岸地区に集結させて、今後の戦況の変転に応じられるよう攻守両面の準備を行わせることとした。また、ナンカン付近に集結しつつあった第18師団に対しては、引き続き師団の再建と陣地構築に全力を傾注させた。
第56師団は平戞作戦を終わったばかりで疲弊していたが、9月26日頃から逐次行動を起こし、師団主力は芒市周辺の要地に展開し、今岡連隊は第2師団と交代して龍陵地区へ進出して、それぞれ陣地構築に着手した。第2師団はワンチン、モンユを経て物資豊富なムセに移り、体力・気力の回復に努めるとともに、次期作戦に備えて訓練に励んだ。

### 第2師団の抽出
ところで8月下旬、インパール作戦の失敗に伴う事後処理のためにビルマに飛来した大本営参謀の瀬島龍三少佐は、各兵団司令部との連絡と現地視察を踏まえ、方面軍の作戦を南部ビルマの防衛に転換させる必要を感じた。瀬島少佐は、大本営参謀本部作戦課の先輩である辻政信大佐にも意見を求めたが、辻も同意見だった。このやり取りを機に第33軍司令部、特に辻大佐は、断作戦の終結について内々に検討を重ね、以下の結論に至った。
- この際南方軍としては、断固として各方面から兵力を抽出し、一兵でも多く国軍の主決戦に戦力を集中すべきである。
- 第33軍もまた最小限の兵力で現任務を完遂し、なしうる限りの兵力を方面軍に返上すべきものと信ずる。
- 幸いにも、敵の進撃は予想以上に遅れている。遠征軍は龍陵会戦の痛手が大きく、目下全軍整備訓練中の模様であり、遠征軍に呼応すべき米支軍もミイトキーナ周辺から南進の気配を見せない。
- よってこの際、第2師団を返上しても、本年末ごろまで印支連絡路の遮断を継続する軍の任務は達成可能である。

以上の見地から、第33軍は10月5日、方面軍に対して、第2師団を他方面に転用しても差し支えない旨の意見具申を行った。同様に第2師団の南部ビルマ抽出を検討していた方面軍は、第33軍の自主的な申し出に感謝し、師団主力の南部ビルマ転進命令を発した。ただし、同師団のバーモ守備隊（捜索第2連隊、歩兵第16連隊第2大隊、砲兵1中隊、工兵1小隊、野戦病院の一部）は軍直轄としてそのまま残されたほか、第33軍方面の戦況を憂慮し、師団の転進途中で一刈連隊をメイミョウに留め、第33軍の直轄とした。

### 第56師団の芒市付近の持久戦
第2師団と配備を交代した第56師団は、引き続き龍陵・芒市付近にて陣地強化と情報収集に努めた。この頃までに得た傍受電によれば、16個師に上る雲南遠征軍の攻勢戦力も、度重なる激戦により極度に低下しているものと判断されたが、遠征軍は空輸等の輸送力強化により、兵員・軍需品の補給に努めていた。第56師団は諸情報を総合し、遠征軍の本格的攻勢開始はおおむね10月下旬以降であり、その主力で龍陵を、一部で芒市を奪回することを企図するものと判断した。この判断は的中し、10月29日に遠征軍の総攻撃が開始された。
そして11月1日以降、遠征軍の攻勢はいよいよ本格化し、守備兵力過小な龍陵はたちまち危機に瀕した（第三次龍陵攻防戦）。松山師団長も龍陵地区の放棄はやむを得ないものと判断し、今岡連隊の撤退を命令した。今岡大佐は11月3日夜、まず龍陵守備隊を撤退させ、さらに5日夜に龍陵南側の戦線を撤収した。5月の遠征軍攻勢開始以来、第56師団は龍陵で三度にわたり激しい攻防戦を繰り広げたが、この時をもって遂に龍陵を手放すこととなった。
第56師団の龍陵放棄に伴い、遠征軍は芒市に迫り、11月5日頃から激しい攻撃を開始した。師団将兵は果敢に反撃し、遠征軍にも損害が続出した。しかしこの頃、松山師団長は敵無線の諜知により、遠征軍は一部兵力をもって芒市－ワンチンの中間点である遮放を占領し、師団の後方を遮断した上で、芒市を四周から包囲して総攻撃を行う意図であることを知った。11月19日から敵の攻勢が激しくなったため、同日夜、師団は一斉に芒市を撤収して後退を開始した。そして敵の執拗な追撃を拒止しつつ、11月30日には遮放付近の全戦線を撤し、12月初めにはワンチン付近に逐次集結した。

### バーモ守備隊救出作戦

#### バーモ守備隊の孤立
ナンカンの北西に位置し、ミイトキーナから南下する米支軍を正面から防ぐ地点となるバーモには、先述の通り捜索第2連隊を基幹とするバーモ守備隊が置かれていた。守備隊の編成は、捜索第2連隊（約350名）、歩兵第16連隊第2大隊（約600名）、野砲兵第2連隊の1中隊（約100名）、山砲兵第18連隊の1小隊（約50名）、工兵第2連隊の1小隊（約50名）、軍通信隊の1分隊（10名）、第2師団野戦病院1班（約40名）、合計約1,180名であり、守備隊長は捜索第2連隊長の原好三大佐だった。
ミイトキーナ陥落後、同方面の中国新編軍は部隊の再編に日数を費やしていたが、その後ようやく前進を開始した。そして11月9日、バーモ北東のミョチットに対して攻撃を行い、同地に進出していた捜索連隊主力は、バーモ北東の森林内で新編軍と混戦状態に陥った。新編軍は捜索連隊に追尾してバーモに近接し、15日からバーモ南東側の陣地に攻撃を開始した。守備隊は前進陣地を逐次放棄しつつ抗戦したが、12月初め頃から敵の砲爆撃は激しさを増し、市街地は次々に奪取された。12月10日頃には新編軍は全正面にわたって至近距離に近接するに至り、糧食も欠乏し、バーモ守備隊は危機的な状況に陥った。

#### 山崎支隊による救援作戦
第33軍は、バーモ守備隊の持久限度を12月中旬と判断した。そして、第56師団の撤退による戦面収縮の結果、兵力の余裕が生じたことも踏まえ、バーモ救出作戦を決行することとした。ところで、9月以降ナンカンで戦力回復に努めていた第18師団は、英印軍がカーサ方面から第33軍と第15軍の中間地区を衝き、一挙にマンダレー方向へ南下する可能性に備え、11月中旬にナンカン南西のモンミットに急進していたが、山崎連隊（歩兵第55連隊）を基幹とする一部隊をナンカンに残置していた。第33軍は、山崎支隊長に、山崎連隊主力（歩兵第55連隊の歩兵2個大隊半及び連隊砲中隊）、第56師団の一部（歩兵1個大隊、砲兵1個大隊、工兵2個小隊）、第49師団の歩兵1個大隊を併せ指揮させ、バーモ守備隊救出に当たらせることとした。山崎支隊の兵力は、歩兵約2,250名、砲兵約500名（9門）、工兵その他約500名、合計約3,250名だった。支隊には第33軍後方参謀の黍野弘少佐が配属され、後に辻大佐も同行した。
山崎支隊は企図を秘匿しながら逐次ナンカンを出発し、12月9日、ナミュ高地（バーモ－ナンカン道の中間）を急襲した。敵は一時狼狽混乱したが、12月11日頃以降、バーモ正面からも相当の兵力を抽出し、1個師半の戦力で反撃に転じた。山崎支隊は勇戦するも、日時の経過とともに戦勢逆転し、漸次守勢に立つに至った。

#### バーモ守備隊の敵中突破成功
一方、バーモ守備隊長の原大佐は、山崎支隊の攻勢に呼応し、12月14日夜からバーモ脱出を開始した。バーモの敵の包囲網は非常に厚く、どの方面に向かっても数段の陣地を突破しなければならなかった。守備隊は脱出途中で敵の攻撃を受け、一時は危機に瀕したが、死中に活を求めた突撃により敵が退却し、奇跡的に突破口を開くことができた。19日から21日にかけて、原大佐以下のバーモ守備隊約900名は逐次ナンカンに到着した。突破直前の守備隊兵力は約930名であり、突破間の損害は約30名だった。なお、バーモ防衛戦における守備隊の総損害は戦死約280名、戦傷病約300名だった。なお、この脱出の14日夜、原大佐は1個分隊の銃撃兵の護衛を連れて野戦病院を訪れ、歩行できない傷病兵らに手榴弾で自決するよう自ら命じ、その後、表向きは泣きながら外に出て行ったものの、実際には木の蔭に隠れていて、手榴弾の炸裂音が止むと再び銃撃兵を連れて病室に現れ、まだ死のうとしていなかった者十数名を射殺させて廻ったことを、生残りの日本兵が中国国民党軍やその従軍記者に証言している。
バーモ守備隊救援のためナミュ付近で激戦中の山崎支隊は、支隊の苦戦はバーモ守備隊に対する圧力の軽減につながると信じ、あくまで敢闘を続けた。16日朝、バーモ守備隊からの電報により脱出成功を知った支隊は、逐次戦線を整理し、敵と離脱してナンカンに帰還した。山崎支隊の損害は戦死約150名、戦傷約300名だった。本多軍司令官は、山崎、原両支隊に感状を授与し、12月20日夜にナンカンで行った戦死者の慰霊祭でこれを読み上げた。この12月20日をもって断第二期作戦は終了した。

## 断第三期作戦

### 中国軍の攻勢再開
バーモ守備隊を救出した後の第33軍は、第56師団をもってワンチン付近を、山崎支隊をもってナンカン付近を占領して東西両中国軍の合一を妨害し、あくまでレド公路（レド－ミイトキーナ－バーモ－ナンカン－龍陵－保山－昆明道）の遮断に努めた。また、方面軍から第33軍に増加された一刈連隊、吉田部隊（第49師団歩兵第168連隊基幹）をセンウイ周辺に控置し、第56師団の後方を確保させるとともに、情勢次第でいつでも方面軍に返上できるようにした。こうした状況で昭和20年の元旦を迎えた。
元旦早々、雲南遠征軍はワンチン方面に対する攻撃を再開した。遠征軍の兵力は第56師団の守備兵力の十数倍に及び、陣地の間隙から随所に侵入を受けて混戦状態に陥ったが、師団は反撃により陣内の敵を撃退した。一方、バーモ撤退後、ナンカン方面に殺到することが見込まれた新編軍はしばらく緩慢な行動を見せていたが、1月8日頃から南進を始め、約2個師余の米式化中国軍がナンカンの山崎支隊陣地を攻撃した。四周から強圧を受けた陣地はたちまち危殆に瀕し、軍はナンカン方面は持久困難と判断した。1月18日夜、山崎支隊はナンカン正面の敵に夜襲を決行し、敵線を突破しつつナンカン南東のナンパッカに後退した。

### 断作戦の終焉
この頃、第33軍は、中国軍の総兵力を雲南遠征軍15個師、新編軍6個師と判断していた。これに対し、第33軍の兵力は第56師団（約9,000名）、吉田部隊（約1,200名）、山崎部隊（約1,200名）、一刈部隊（約1,000名）、軍直轄部隊（約3,000名）、病院・補給廠等（約4,000名）、合計約19,400名であり、彼我兵力の比はまさに十五対一だった。敵は一つの戦場に全力を集中し、かつ東西挟撃の有利な態勢にある一方、日本軍は、ワンチンからナンパッカにわたる縦深約30kmの広範囲に全兵力を展開していたため、既に術策を講ずる余地はなく、軍の運命はあと一週間と予測された。
1月24日頃、ナンパッカを守っていた一刈連隊は敵に完全に包囲され、公路上には随所に敵兵が出没していた。軍司令部は、ワンチンで敵を防いでいる第56師団の撤退時期を決定する目的で、軍参謀長の山本清衛少将を師団司令部に派遣した。山本参謀長は、公路上を遮断する敵に対し、自ら所在の部隊を指揮して夜襲を決行しつつ、師団司令部への到達に成功した。そして第56師団は、山本参謀長の指導に基づき、ナンパッカ南方のセンウイ－ラシオ間の地区に後退することとなった。師団は錯綜した戦線を逐次整理しつつ撤退を開始し、2月1日朝までにナンパッカ南方要線に態勢を整え、2月10日以降、センウイ以南に新たな陣地を概成して次期作戦を準備した。
1月27日、東西双方から進撃を続けてきた雲南遠征軍、新編軍の両中国軍は劇的な握手を交わし、連合軍待望のレド公路は遂に開通した。昭和19年5月に開始された雲南遠征軍の反攻以来、第56師団を中心とする第33軍は、9か月にわたり優勢な敵の進撃をよく阻止し、印支地上連絡路遮断の重任を果たしてきたが、ここに至って遂に力尽き、断作戦は終焉を迎えた。この間の軍の損害は、戦死8,390名、戦傷4,810名、戦病約5,000名だった。